# Bana Tchanilé
Bana Tchanilé – togijski trener piłkarski.

## Kariera trenerska
Był selekcjonerem reprezentacji Togo od 2000 do 2002 roku. Trenował drużynę podczas Puchar Narodów Afryki 2002 w Mali. Prowadzona pod jego wodzą ekipa zajęła w grupie 3. miejsce i nie awansowała do dalszej fazy rozgrywek. Po trzech spotkaniach: z Wybrzeżem Kości Słoniowej (0:0), Demokratyczną Republiką Konga (0:0) i Kamerunem (0:3) Togo miało na koncie 2 punkty, wyprzedzając w tabeli Wybrzeże Kości Słoniowej.